# Ка Капело (Ровиго)
Ка Капело је насеље у Италији у округу Ровиго, региону Венето.
Према процени из 2011. у насељу је живело 53 становника. Насеље се налази на надморској висини од -5 м.